# Martin Meichelbeck
Martin Meichelbeck (* 21. November 1976 in Bamberg) ist ein ehemaliger deutscher Fußballspieler. Er wurde bevorzugt als zentraler Abwehrspieler oder als linker Verteidiger eingesetzt. Nach seinen Stationen als Spieler (SpVgg Greuther Fürth, VfL Bochum)  und dann als Führungskraft verschiedener Abteilungen (SpVgg Greuther Fürth, Borussia Mönchengladbach) leitet er aktuell den Geschäftsbereich Sportmedizin und Prävention der Knappschaft Kliniken GmbH. Parallel dazu hat er in Düsseldorf (Niederkassel) eine eigene Praxis für Psychologische Beratung, Supervision, Sportpsychologie und Personal Training eröffnet.

## Karriere
Der aus Franken stammende Meichelbeck spielte als Jugendlicher zunächst für den FC Baunach (bis 1990), dann für den 1. FC Nürnberg (von 1990 bis 1993). Die nächsten Stationen waren dann der 1. FC Bamberg (1993–1996) und Jahn Forchheim (1996–1998). Seine Profilaufbahn begann er 1998 beim Zweitligisten SpVgg Greuther Fürth, für den er bis 2000 spielte, ehe er für eine Ablösesumme von 750.000 Euro zum VfL Bochum wechselte.
Für die Westfalen bestritt Meichelbeck von 2000 bis 2008 insgesamt 89 Spiele in der 1. Bundesliga und erzielte dabei vier Tore, ebenso zwei Spiele im UEFA-Cup und ein Spiel für das WM-Team 2006 gegen die Türkei. Dazu kommen noch insgesamt 79 Zweitliga-Spiele, in denen er zehn Tore schoss. Mit dem VfL Bochum stieg er zweimal in die 2. Liga ab und jeweils direkt wieder auf.
Kurz vor dem Wiederaufstieg verlängerte Martin Meichelbeck seinen Vertrag im Frühjahr 2006 um 3 Jahre bis 2009. Zur Saison 2008/09 verließ Meichelbeck den VfL und heuerte bei seinem ehemaligen Arbeitgeber, dem Zweitligisten SpVgg Greuther Fürth an. Neben seiner Karriere als Profifußballer studierte er Psychologie, Soziale Verhaltenswissenschaften, Soziologie, Sportwissenschaften und Sportpsychologie. Mit Beginn der Saison 2010/11 arbeitete er als sportpsychologischer Coach bei der SpVgg Greuther Fürth. Ab dem 1. Juli 2011 leitete er in Fürth den Bereich Medizin/Sportpsychologie/Sportwissenschaften. Ab der Saison 2011/12 leitete er zusätzlich den Lizenzbereich der SpVgg Greuther Fürth. Von der Saison 2014/2015 an bekleidete er den Posten „Direktor Sport“ mit den Schwerpunkten Leitung der Organisation im Lizenzbereich, Leitung und Entwicklung medizinische Strukturen, Sportwissenschaften und Sportpsychologie. Ab der Saison 2018 gehörte Martin Meichelbeck der Geschäftsleitung der SpVgg Greuther Fürth an. Zur Saison 2020/2021 verließ er dann die SpVgg Greuther Fürth und hat sich als „Leiter Medizin und Prävention“ dem Bundesligisten Borussia Mönchengladbach angeschlossen. Nach seinem Ausscheiden bei Borussia Mönchengladbach (2020–2024) schloss er sich der Knappschaft-Kliniken GmbH an und leitet hier den Geschäftsbereich Sportmedizin und Prävention. Parallel dazu hat er in Düsseldorf (Niederkassel) eine eigene Praxis für Psychologische Beratung, Supervision, Sportpsychologie und Personal Training eröffnet.

## Erfolge
- UEFA-Pokal-Teilnahme 2004/05 mit dem VfL Bochum
- Aufstieg in die 1. Bundesliga 2002 und 2006 mit dem VfL Bochum
- Deutscher Hallenmeister 2000 mit der SpVgg Greuther Fürth